# Piața Sükhbaatar
Piața Sükhbaatar (mongolă Сүхбаатарын талбай, pronunțat Sükhbaatariin Talbai) este piața centrală din capitala Mongoliei, Ulaanbaatar. Piața a fost numită după eroul revoluționar mongol Damdin Sükhbaatar, la scurt timp după moartea sa, în 1923. Numele pieței a fost schimbat în Piața Ginghis (mongolă Чингисийн талбай, pronunțat Chinggisiin Talbai) în 2013 în onoarea lui Ginghis Han, considerat părintele fondator al Mongoliei, dar numele inițial a fost reinstituit în 2016. În centrul pieței se află o statuie ecvestră a lui Damdin Sükhbaatar, în timp ce un mare monument-colonadă dedicat lui Ginghis Han, precum și lui Ögedei Han și Kublai Khan, domină latura nordică a pieței cu fața spre Saaral Ordon (Palatul Guvernului).

## Clădiri
Palatul Guvernului (construit în 1951 pe locul ocupat anterior de teatrul național sau „Teatrul cu cupole verzi”) este situat pe latura de nord a pieței. Se află în fața unui mare monument cu colonade care îi înfățișează pe Ginghis Han, Ögedei Khan și Kublai Khan, finalizat în 2006 pentru cea de-a 800-a aniversare a încoronării lui Ginghis Han. Înainte de demolarea sa în 2005, Mausoleul lui Sükhbaatar, fostul loc de înmormântare a lui Damdin Sükhbaatar, și Khorloogiin Choibalsan ocupau zona aflată chiar în fața palatului Guvernului. Pe latura vestică a pieței se află sediul Băncii Ulaanbaatar, clădirea administrației orașului Ulaanbaatar (numită adesea de localnici „Steaua morții” din cauza exteriorului său întunecat), sediul Golomt Bank, clădirea Bursei de Valori din Mongolia (fostul cinematograf Eldev-Ochir: 1946–1948), Clădirea Telecomunicațiilor Mongole și Oficiul Poștal Central. Partea estică a pieței este flancată de clădirea Palatului Cultural Central și de Baletul și Opera de Stat, construite între 1946 și 1949, precum și de Central Towers, un zgârie-nori din sticlă și metal finalizat în 2008. Chiar la est de Palatul Guvernului, în colțul de nord-est al pieței, se află fosta Casă a Presei de Stat, o clădire albă cu două etaje proiectată de arhitectul german Kavel Maher în anii 1920, care a fost redeschisă ca Galeria Centrului Comercial Ulaanbaatar în 2018. La sud se află vechea clădire a Clubului Lenin (construită în 1929), situată chiar lângă clădirea zgârie-nori în forma unor vele, Blue Sky Tower.
În afară de monumentul lui Sükhbaatar situat în centrul pieței, alte câteva statui punctează perimetrul scuarului, inclusiv una a fostului președinte Jamsrangiin Sambuu, în colțul de nord-vest, și alta a liderului revoluționar asasinat Sanjaasürengiin Zorig, dincolo de intersecția din colțul de sud-vest (în fața Oficiului Poștal Central).

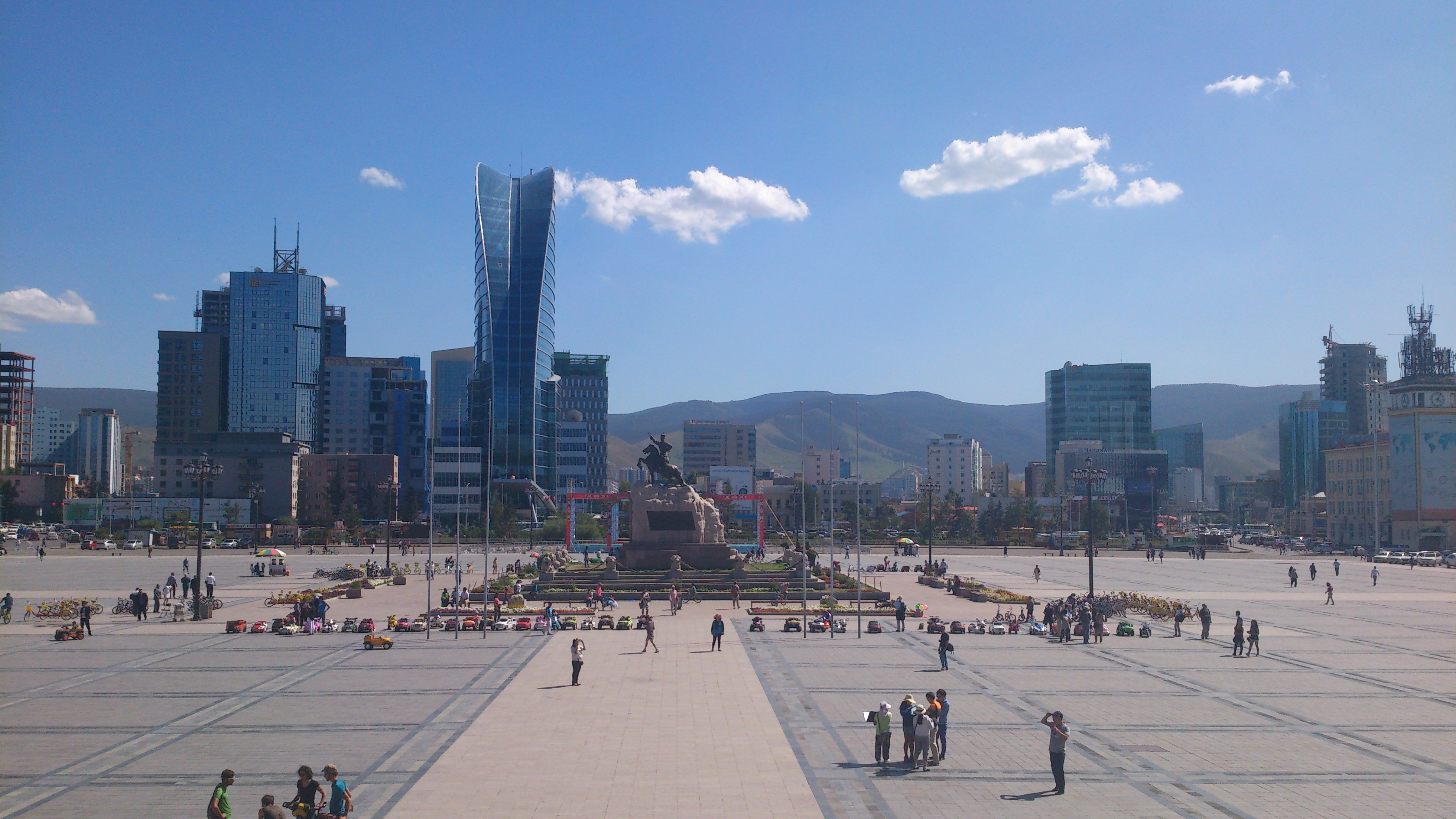
Piața Sukhbaatar, privind spre sud

## Istorie

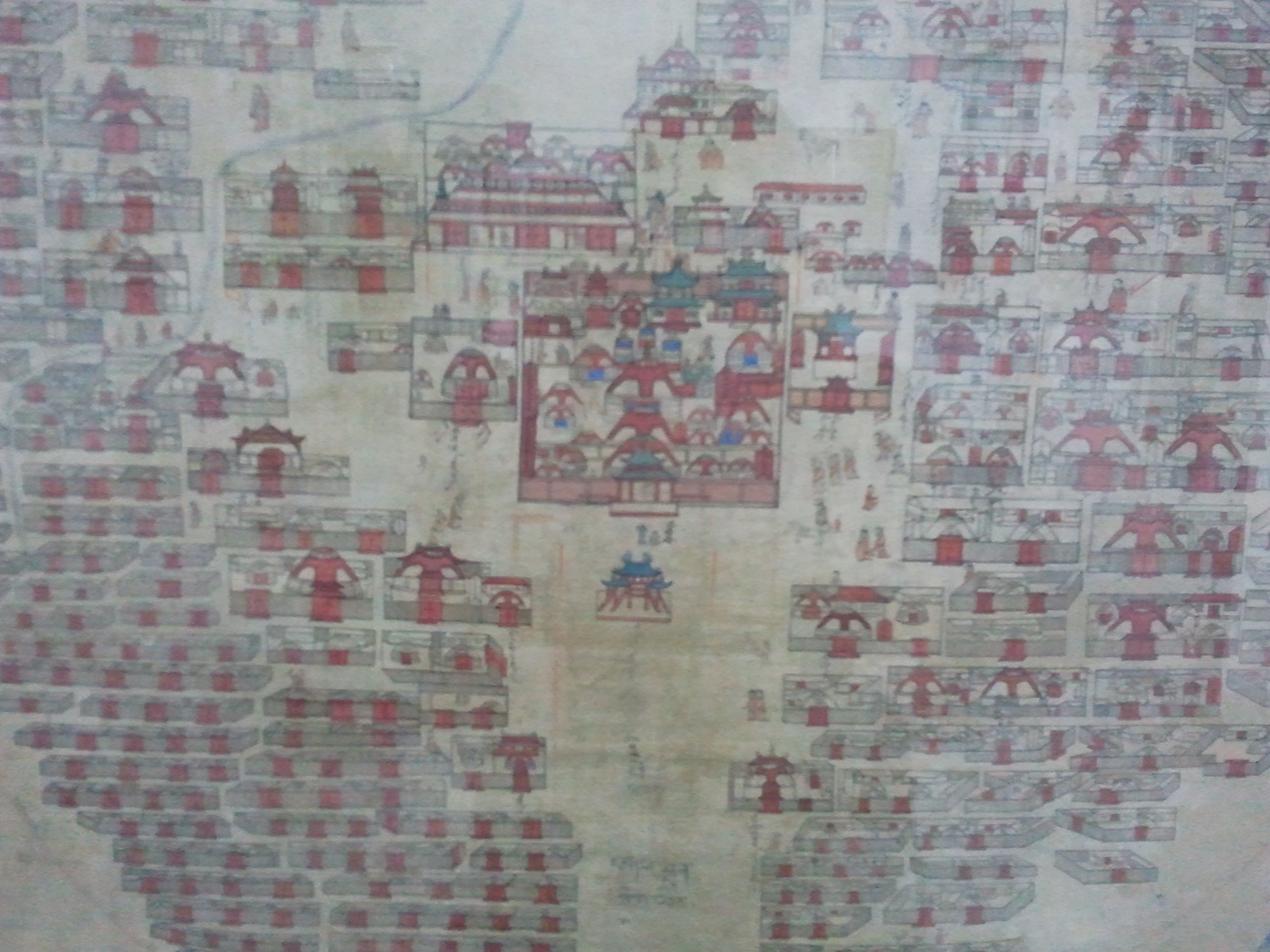
Pictură din secolul al XIX-lea a Mănăstirii Zuun Khuree, situată în locul amplasării curente a Pieței Sükhbaatar

Locul în care sunt amplasate azi palatul guvernamental și piața publică au fost ocupate în mare parte de complexul de mănăstiri și de temple Ikh Khüree la sfârșitul secolului al XIX-lea și începutul secolului al XX-lea. Acest complex a fost cea mai mare și mai veche zonă din Ulaanbaatar, fiind numită Zuun Khuree sau Mănăstirea de Est. Un câmp în aer liber era situat chiar la sud de complexul templului, înconjurat din toate părțile de temple, reședințe ale nobilimii și clerului, precum și de piețele Baruun Damnuurchin. Acolo erau ades organizate lupte mongole și dansuri Tsam, în prezența nobililor și a clerului. De-a lungul timpului, s-a transformat într-un teren de deversare a deșeurilor orașului aflat în expansiune. Liderul budist Bogd Han putea fi văzut adesea trecând pe acolo în procesiunea sa regală spre Palatul Galben din complexul Ikh Khüree.
Piața a fost numită în onoarea eroului revoluționar mongol Damdin Sükhbaatar, la scurt timp după moartea sa, în 1923. Ziarul „Izvestiya Ulanbator khoto” a relatat la 15 iulie 1925 că „în conformitate cu tradiția mongolă, a patra aniversare a Revoluției Populare a fost sărbătorită în piața dedicată lui D.Sükhbaatar”. Statuia actuală a lui Sükhbaatar pe calul său a fost ridicată în 1946 de sculptorul Sonomyn Choimbol (1907-1970) și este situată pe locul unde se presupune că a urinat calul lui Sükhbaatar în timpul unor manifestări la 8 iulie 1921, la scurt timp după victoria Revoluției mongole din 1921. Urinarea calului lui Sükhbaatar a fost văzută ca fiind de bun augur și locul a fost marcat de un om pe nume Gavaa. În 1946, Khorloogiin Choibalsan a decis ca piața să fie pavată, iar marcajul să fie scos, în favoarea statuii lui Sukhbaatar.
Complexul de temple a fost demolat la scurt timp după Revoluția mongolă din 1921 și a fost înlocuit în 1926 cu Teatrul Național, cunoscut și sub numele de „Teatrul cu cupole verzi”. Acolo au fost puse în scenă opere și piese mongole, inclusiv lucrări ale renumitului dramaturg mongol, Dashdorjiin Natsagdorj. Teatrul a găzduit, de asemenea, conferințe de partid și, în timpul Marii Epurări din 1937-1939, a fost locul proceselor-spectacol în care numeroase victime au fost condamnate la moarte. După ce teatrul a fost distrus de incendiu în 1949, liderul Mongoliei de atunci Khorloogiin Choibalsan a ordonat, în 1951, construirea Palatului Guvernului.

În perioada socialistă a Mongoliei, Piața Sükhbaatar a fost scena anualelor parade civile, studențești și militare până în 1989. Liderii de partid și guvernamentali erau așezați în partea cea mai înaltă a Mausoleului lui Sükhbaatar pentru a urmări paradele de 1 mai, 11 iulie și 7 noiembrie în fiecare an. De asemenea, au fost organizate parade mari pentru vizitatori importanți, cum ar fi cea a liderului sovietic Leonid Brejnev care a efectuat o vizită oficială în Mongolia în 1966. Piața a fost punctul central al Revoluției democratice din 1990, unde au avut loc manifestații masive și greve ale foamei. Piața Sükhbaatar a fost, de asemenea, scena revoltelor violente de la 1 iulie 2008, când 5 oameni au fost împușcați și mulți alții răniți în timpul protestelor împotriva rezultatelor alegerilor parlamentare. 

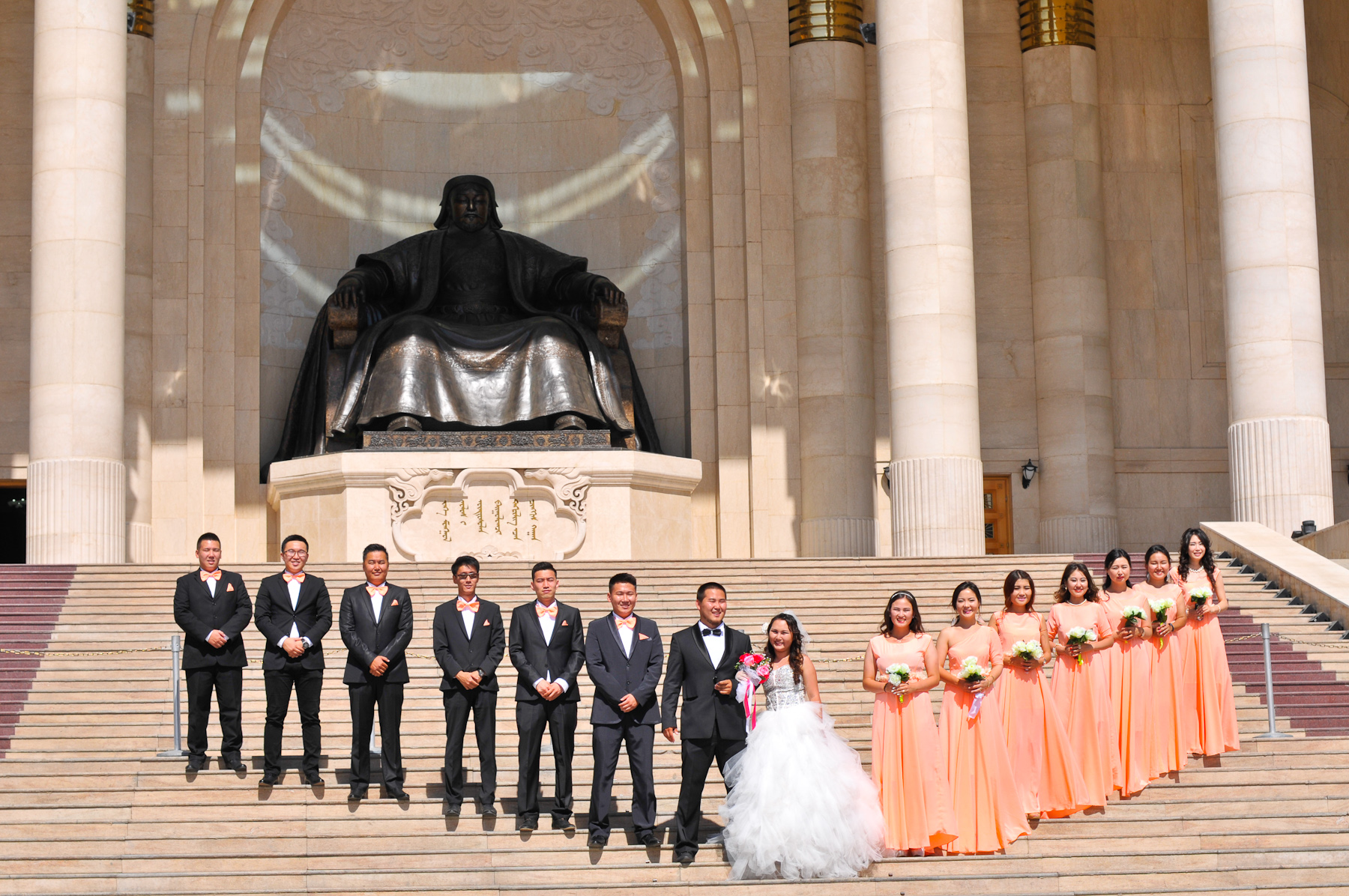
Monumentul Ginghis Han
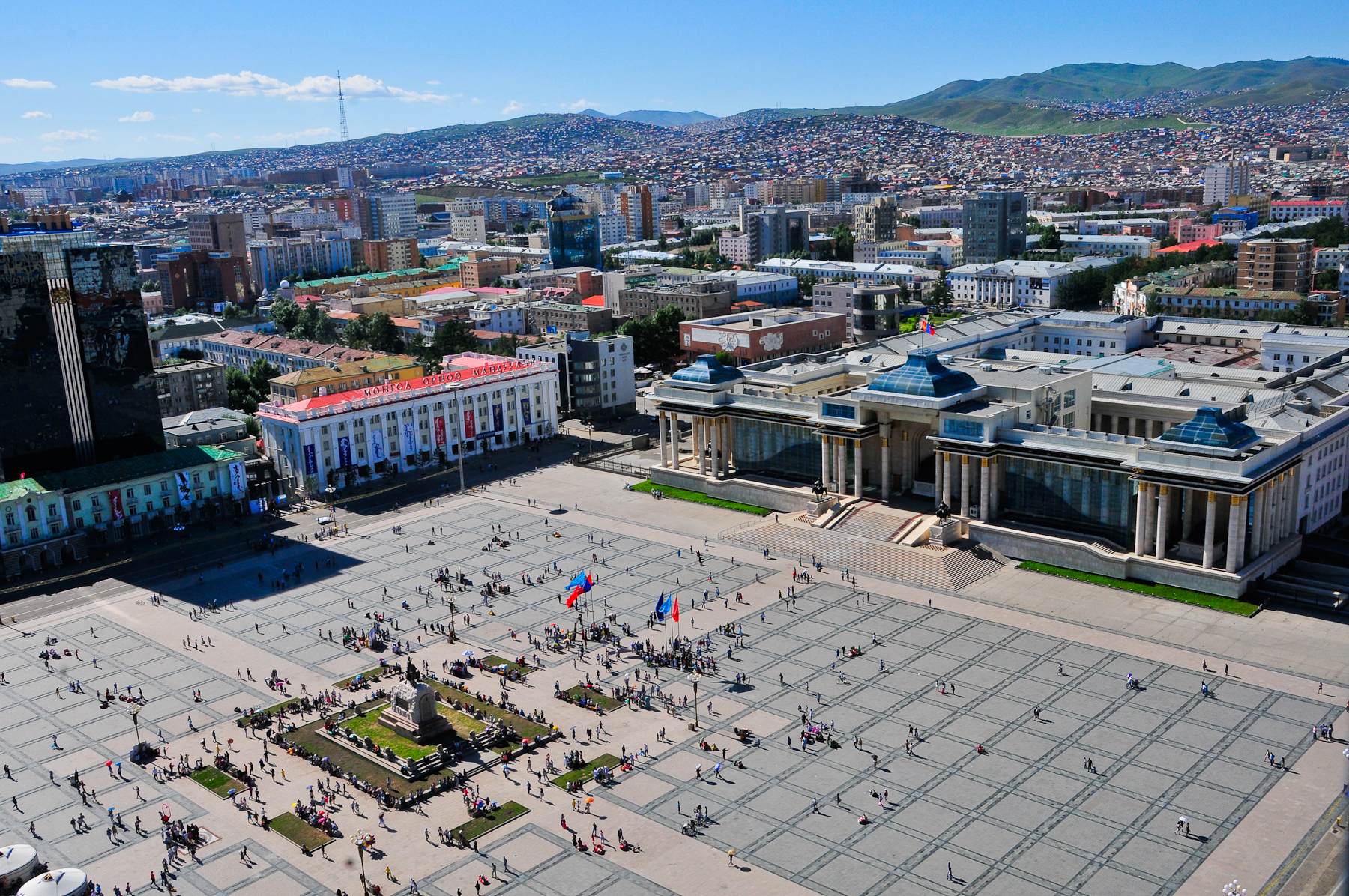
Vedere de sus a scuarului, spre nord-vest
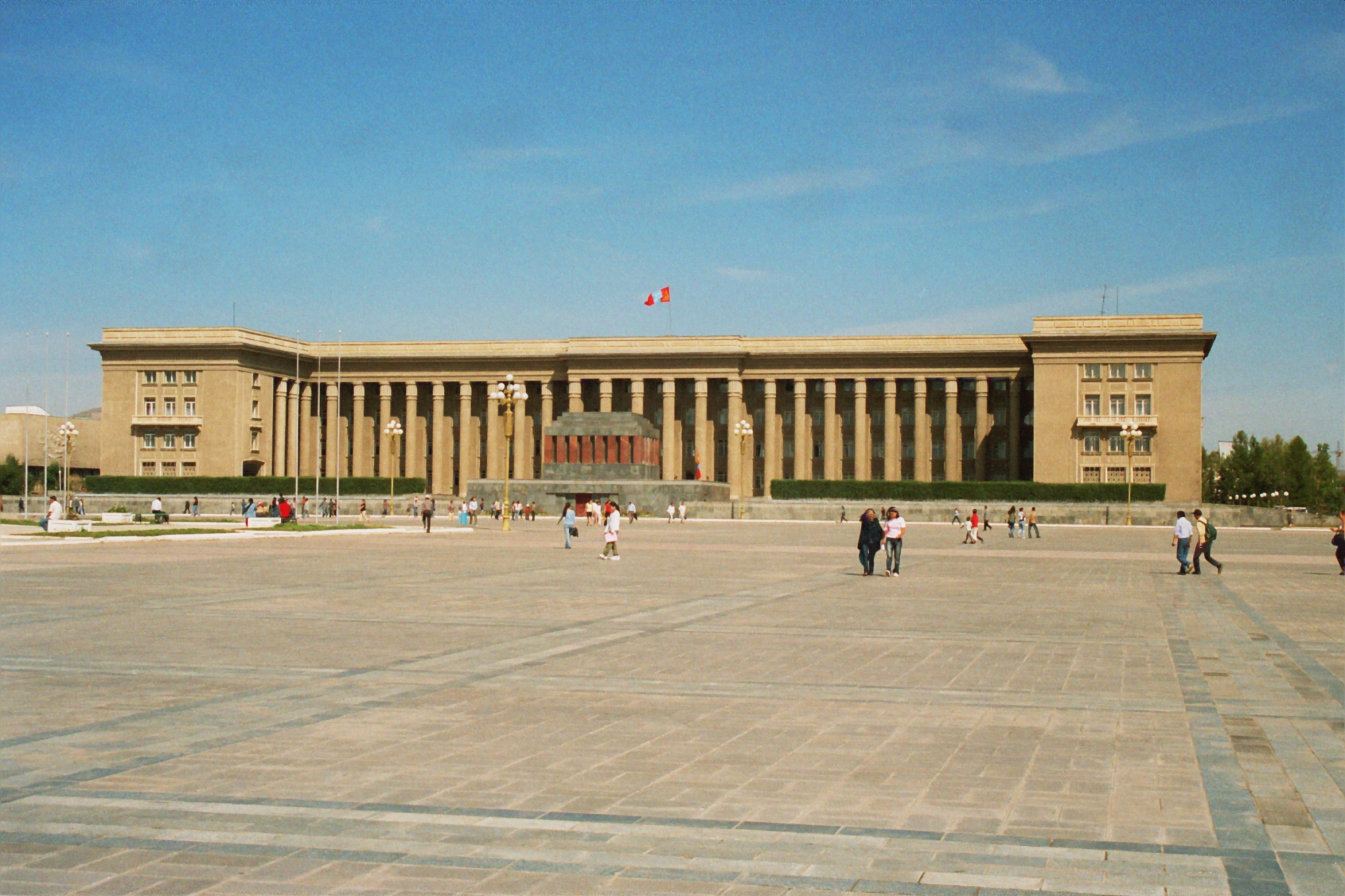
Piața Sukhbaatar în 2005
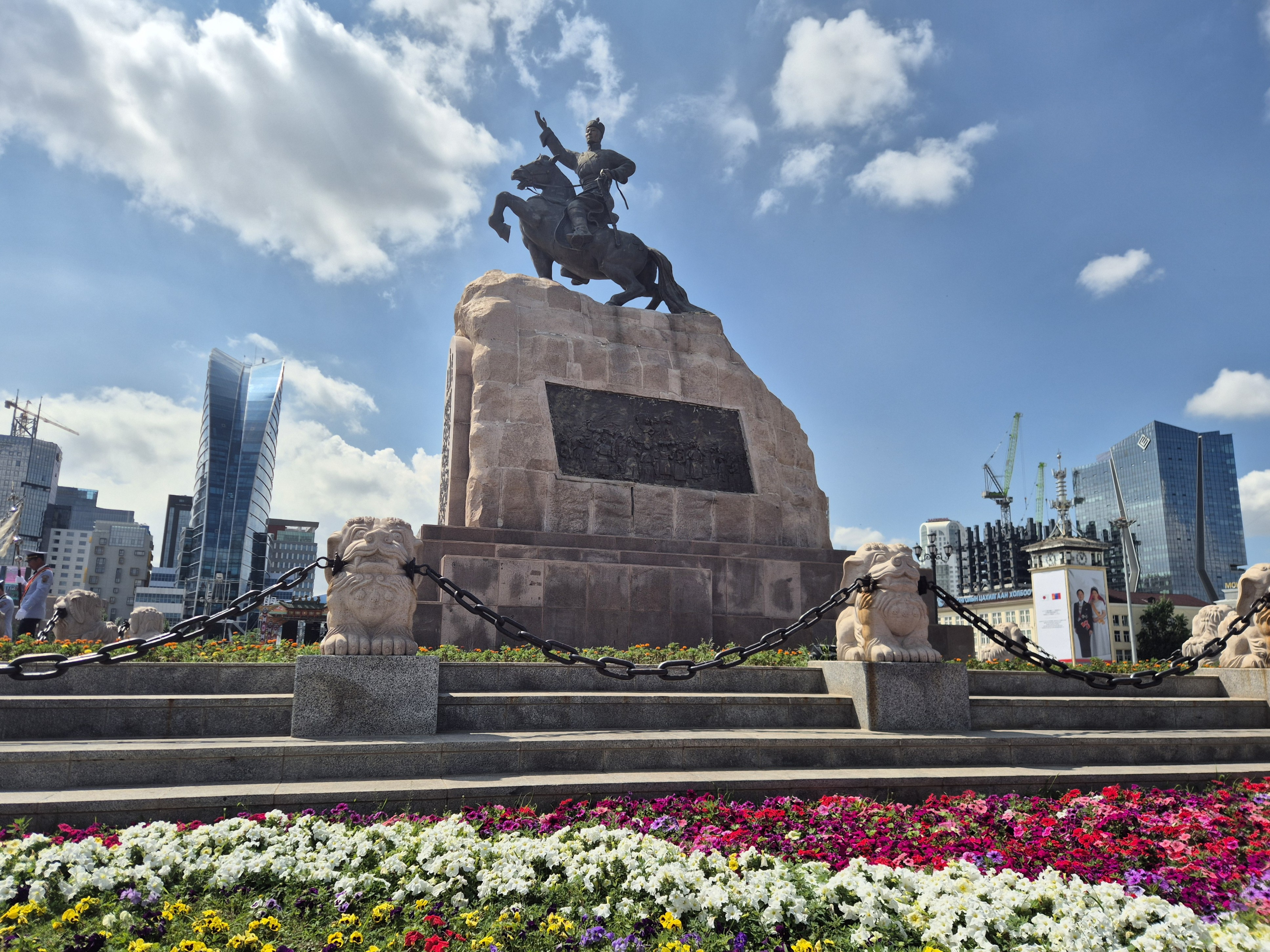
Statuia ecvestră a lui Sukhbaatar
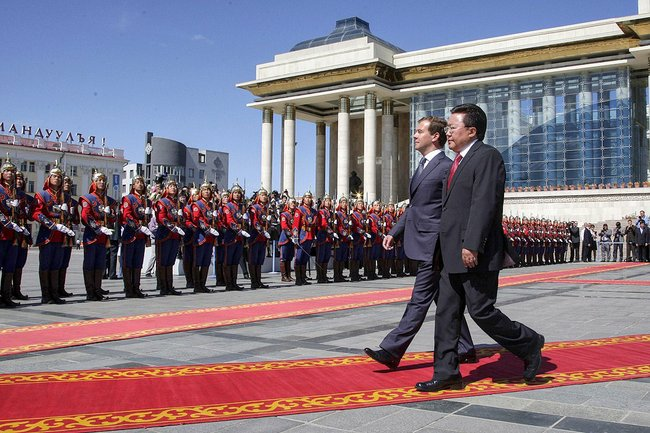
Președintele Rusiei Dmitri Medvedev în Piața Sukhbaatar în 2009

### Controversa schimbării numelui
Pe 15 iulie 2013, Consiliul Local al Ulaanbaatarului, controlat pe atunci de de Partidul Democrat, a votat schimbarea numelui Pieței Sükhbaatar în Piața Ginghis în onoarea lui Ginghis Han, a cărui statuie este îndreptată spre piață din porticul colonadei sale din partea de nord a pieței. Schimbarea numelui a fost o manevră politică a democraților care urmăreau să disocieze locul central al adunărilor orașului de regimul socialist anterior și de Partidul Popular al Mongoliei (PPM) de opoziție care reprezenta moștenirea acelei epoci – Damdin Sükhbaatar fiind unul dintre fondatorii PPM. În urma victoriei PPM la alegerile din iunie 2016, numele pieței a fost schimbat rapid în Piața Sükhbaatar.
Astăzi, piața este încă scena unor ceremonii majore de stat, evenimente culturale, concerte și expoziții. Majoritatea șefilor de stat care vizitează Mongolia prezintă onorul în fața statuii lui Sükhbaatar.